# Eulophia pholelana
Eulophia pholelana là một loài thực vật có hoa trong họ Lan. Loài này được H.Kurze & O.Kurze mô tả khoa học đầu tiên năm 1990.